# Philip Cohen
Philip Cohen FRS FRSE (Middlesex, 22 de julho de 1945) é um bioquímico britânico.

## Prémios e honrarias
- Medalha Colworth (1977)[1]
- Prémio Van Gysel (1992)[2]
- Prêmio Louis-Jeantet de Medicina (1997)[3]
- Prémio Debrecen de Medicina Molecular 2004
- Medalha Real (2008)[4]
- Albert Einstein World Award of Science (2014)[5]